# Франческа Бонемасьон
Франческа Бонемасьон і Фарийольс (12 квітня 1872 — 12 жовтня 1949) — іспанська каталонська феміністка, педагогиня і політична діячка. Пропагандистка жіночої освіти в Каталонії. Вона створила Biblioteca Popular de la Dona (букв. Популярна бібліотека для жінок), першу бібліотеку виключно для жінок в Європі, яка діяла в Барселоні з 1909 року.

## Життєпис
Франческа Бонемасьон народилася 12 квітня 1872 року в Барселоні, в сім'ї, де батько був французького походження, мати — каталонського. Її батько був багатим бізнесменом. Їй дали сильне релігійне виховання і знання з різних мов, живопису і музики в її ранньому житті.
У 1893 році, у 21-річному віці, вона одружилася з Нарсісом Вердагером, юристом і політиком. Вона співпрацювала з чоловіком у його юридичній фірмі.

## Жіноча освіта
Франческа Бонемасьон розробила проєкт популярної бібліотеки для жінок і інститут культури в 1909 році, щоб забезпечити можливість жінок отримати освіту.